# Jorge Bacacorzo
Jorge Bacacorzo (Arequipa, 27 de mayo de 1925 - Lima, 7 de junio de 2006) fue un poeta, escritor, político, periodista, profesor y gestor cultural peruano. Perteneció a la Generación del 50 y personificó junto a otros escritores la denominada poesía social latinoamericana.
Trabajó en el periodismo, en el diario La Crónica, y fue docente de literatura. 

En 1950 participó de la rebelión de Arequipa en oposición a las políticas de Manuel Odría. Fue detenido y encarcelado durante ese período. 

A finales de la década del 50 estuvo asociado al Grupo Intelectual Primero de Mayo. Fue Secretario General de la ANEA (Asociación Nacional de Escritores y Artistas) y luego fue su Presidente (1988-1990).
Jorge Bacacorzo perteneció a la llamada generación del 50, formada por un grupo de artistas identificados ideológicamente con la rebelión de Arequipa. Esta corriente buscaba revalorizar lo regional a través de la recuperación de estilos tradicionales, como los yaravíes, las baladas y los romances, actualizados con contenidos sociales o políticos.
En 2021 su libro "Las eras de junio" (1962) presentado por el Grupo Editorial Gato Viejo fue ganador al premio "Estímulos Económicos para la Cultura" y a inicios de 2022 se publicó la edición por el sexagésimo aniversario.
Se casó en 1964 con la profesora de lengua y literatura Flor de María Diaz Zubiaurre (1934-2021).
Bacacorzo falleció en Lima, el 7 de junio de 2006.

## Obras publicadas
- Azul antiguo - 1953-54. Lima: El Timonel. 1961. OCLC 19466061. Poemas
- Las eras de junio - 1950-1953. Lima: Ediciones Palabra y Fuego. 1962. OCLC 331472. Poemas
- Las viñas azules. Lima: Argos. 1981. OCLC 1025874295.
- Las botellas rojas: (1959-1965). Lima: Lira Popular. 1983. OCLC 912663821.
- Los umbrales. Lima: Lluvia Editores. 1984. OCLC 15167771.
- El libro del yaraví. Lima: Argos. 1989. OCLC 718542285.
- Los hermanos Viscardo y Guzmán: pensamiento y acción americanistas. Lima: Universidad Ricardo Palma. 2000. OCLC 49758005. En coautoría con Gustavo Bacacorzo y Xavier Bacacorzo. Investigación histórica sobre la vida y trayectoria de Juan Pablo Viscardo y Guzmán y su hermano José Anselmo.[6]
- Bolívar: el libertador en visión rutilante. Arequipa: Biblioteca Nueva Arequipa. 2001. OCLC 50116234. En coautoría con Gustavo Bacacorzo y Xavier Bacacorzo.
- El poeta mártir Mariano Melgar en Lima. Arequipa: Asociación Cultural Arequipa. 2003. OCLC 887864989. En coautoría con Gustavo Bacacorzo y Xavier Bacacorzo.